# Dermestes shaanxiensis
Dermestes shaanxiensis is een keversoort uit de familie spektorren (Dermestidae). De wetenschappelijke naam van de soort werd in 1987 gepubliceerd door Cao.